# Dark Roots of Earth
Dark Roots of Earth é o décimo álbum de estúdio da banda de thrash metal Testament. Foi lançado em julho de 2012.

## Faixas
| N.º | Título                        | Compositor(es)                                 | Duração |  |
| 1.  | "Rise Up"                     | Chuck Billy, Eric Peterson                     | 4:18    |  |
| 2.  | "Native Blood"                | Billy, Del James, Peterson                     | 5:21    |  |
| 3.  | "Dark Roots of Earth"         | Billy, James, Peterson, Alex Skolnick          | 5:45    |  |
| 4.  | "True American Hate"          | Billy, Peterson, Skolnick, Steve "Zetro" Souza | 5:26    |  |
| 5.  | "A Day in the Death"          | Billy, Peterson, Skolnick, Souza               | 5:38    |  |
| 6.  | "Cold Embrace"                | Billy, James, Peterson, Skolnick               | 7:45    |  |
| 7.  | "Man Kills Mankind"           | Billy, James, Peterson                         | 5:05    |  |
| 8.  | "Throne of Thorns"            | Billy, James, Peterson, Skolnick               | 7:04    |  |
| 9.  | "Last Stand for Independence" | Billy, James, Peterson                         | 4:42    |  |

| Japan edition bonus track |                                                 |         |  |
| N.º                       | Título                                          | Duração |  |
| 10.                       | "Practice What You Preach" (regravação de 2012) |         |  |

| CD/DVD and Vinyl bonus tracks |                                         |                                               |         |  |
| N.º                           | Título                                  | Compositor(es)                                | Duração |  |
| 10.                           | "Dragon Attack" (cover de Queen)        | Brian May                                     | 4:44    |  |
| 11.                           | "Animal Magnetism" (cover de Scorpions) | Herman Rarebell, Klaus Meine, Rudolf Schenker | 5:56    |  |
| 12.                           | "Powerslave" (cover de Iron Maiden)     | Bruce Dickinson                               | 6:51    |  |
| 13.                           | "Throne of Thorns" (extended version)   | Billy, James, Peterson, Skolnick              | 7:41    |  |

| Lista de faixas |                                          |                                  |         |  |
| N.º             | Título                                   | Compositor(es)                   | Duração |  |
| 14.             | "A Day in the Death" (feat. Chris Adler) | Billy, Peterson, Skolnick, Souza | 5:41    |  |

## Integrantes
Banda
- Chuck Billy: Vocais
- Alex Skolnick: Guitarra
- Eric Peterson: Guitarra
- Greg Christian: Baixo
- Gene Hoglan: Bateria

Participação
- Chris Adler: Bateria em "A Day in the Death"

## Desempenho nas paradas
| Parada musical (2012)                         | Melhor posição |
| --------------------------------------------- | -------------- |
| Áustria (Ö3 Austria Top 40)                   | 21             |
| Bélgica (Ultratop Flandres)                   | 54             |
| Bélgica (Ultratop Valônia)                    | 29             |
| Canadá (Billboard)                            | 12             |
| Dinamarca (Hitlisten)                         | 29             |
| Países Baixos (Dutch Charts)                  | 32             |
| Finlândia (Suomen virallinen lista)           | 4              |
| França (SNEP)                                 | 46             |
| Alemanha (Offizielle Deutsche Charts)         | 4              |
| Hungria (MAHASZ)                              | 1              |
| Japão (Oricon)                                | 56             |
| Coreia do Sul (GAON)                          | 91             |
| Coreia do Sul (GAON)                          | 10             |
| Noruega (VG-lista)                            | 11             |
| Polónia (ZPAV)                                | 8              |
| Espanha (PROMUSICAE)                          | 57             |
| Suécia (Sverigetopplistan)                    | 8              |
| Suíça (Schweizer Hitparade)                   | 10             |
| Reino Unido (UK Albums Chart)                 | 57             |
| Reino Unido (UK Independent Albums Chart)     | 5              |
| Reino Unido (Rock & Metal Albums)             | 3              |
| Estados Unidos (Billboard 200)                | 12             |
| Estados Unidos (Billboard Independent Albums) | 1              |
| Estados Unidos (Top Hard Rock Albums)         | 1              |
| Estados Unidos (Top Rock Albums)              | 1              |
| Estados Unidos (Top Tastemaker Albums)        | 2              |